# Бгішма
Бгішма (санскр. भीष्म, Bhishma — грізний) — один з важливих персонажів Магабгарати, син короля Шантану і Ґанґи, дідусь як Пандавів, так і Кауравів. Бгішма — син раджі Шантану і богині-річки Ґанґа, земне втілення молодшого з восьми божеств Васу — бога неба Дьяуса (давня індоєвропейське божество, відповідне Зевсу еллінів). У юності Бгішма пройшов навчання військовому мистецтву у знавця військової справи самітника Парашурами — шостий аватари Вішну.

## Бгішма у Магабгараті
Одного разу раджа Шантану вирішив посвататися до прийомної дочки рибалки прекрасну царівну Сатьяваті. Але її батько, засліплений гординею, заявив, що він проти цього шлюбу, оскільки діти, що народилися від Сатьяваті, ніколи не стануть спадкоємцями через те, що у Шантану вже є старший син. Тоді Бгішма, бажаючи ощасливити батька, прилюдно дав  обітницю безшлюбності і присягнувся, що ніколи не претендуватиме на трон.
Для життя Бгішми (як, втім, і для всього розвитку сюжету «Магабгарати») обітниця, дана ним в молодості, мала величезне значення.
Раджа Шантану рано помер, залишивши двох малолітніх синів Вічітравірью і Чітрангаду. Останній став черговим правителем Місячної династії, але в дійсності регентом малолітніх царевичів і юного царя був могутній Бгішма, що наводив жах на ворогів (звідси його доросле, тобто ініціаційне ім'я; в дитинстві був названий Деваврата — «відданим богам») і що розширив межі імперії  Кауравів. Але незабаром Чітрангада загинув, і Бгішма, бажаючи, щоб рід Кауравів продовжився, вирішив знайти дружин малолітньому Вічітравірї. Для цього він відправився в Варанасі, де проводилися змагання, на яких мали визначитися наречені для трьох дочок царя Каші — Амби, Амбіка і Амбалікі.

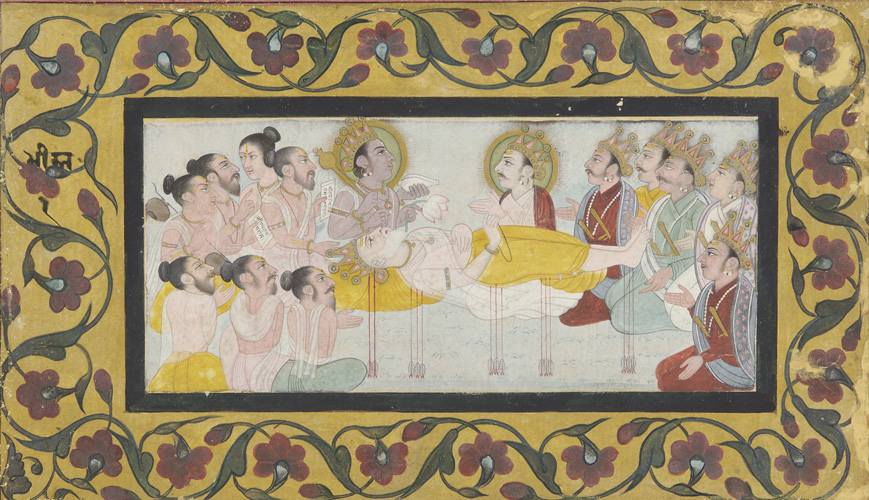
Смерть Бгішми від стріл

До приїзду Бгішми всі були впевнені, що дочки Каші дістануться єдиному реальному претенденту — молодому царю Шальві з Шальвапура. Але Бгішма безстрашно кинувся на колісничне змагання і разом переміг всіх конкурентів, після чого повіз сестер до свого зведеного брата-правителя — епічний мотив сватання заступника. Амба сказала, що обрала нареченим царя Шальву, і була відпущена Бгішма, але наречений відкинув її, визнавши зганьбленою після умикання Бгішмою. Нещасна дівчина почала благати Шиву про помсту Бгішмі, і в наступному народженні стала дочкою царя Друпади на ім'я Шікгандіні, а потім перетворилася на юнака Шікгандіна, кому судилося повалити нездоланного Бгішму в битві. Тим часом її молодші сестри стали дружинами царя Вічітравір'ї. Коли юний Вічітравір'я помер, залишивши вдів бездітними, цариця Сатьяваті побажала, щоб Амбіка і Амбаліка справили потомство від дівера за звичаєм нійога. Бгішма відмовився це виконати, посилаючись на обітницю безшлюбності, і на допомогу був покликаний старший позашлюбний син Сатьяваті святий відлюдник В'яса. Так Амбіка народила старшого принца сліпого Дхрітараштру, а Амбаліка — могутнього Панду. Це покоління принців також було виховане Бгішмою, який керував державою. Бгішма помазав на царство Кауравів войовничого Панду, а після його смерті зробив царем сліпого Дгрітараштру, залишаючись військовим ватажком, радником царя і вихователем нового покоління принців: п'ятьох Пандавів (синів Панду) і ста Кауравів (синів царя Дгрітараштри).
Коли між Пандавами і Кауравами розгорілася ворожнеча, Бгішма усіма силами намагався помирити їх і дотримати інтереси ошуканих і скривджених Пандавів, постійно викриваючи підступи старшого з Кауравів Дурьйодгани і його побратима і радника Карни. Бгішмі від божественного Наради була відома таємниця народження Карни, старшого брата Пандавів, що ріс в родині візника, але Бгішма зберігав цю таємницю до самої смерті і став непримиренним ворогом Карни, оскільки той завжди виступав проти Пандавів. Бгішма наполягав на скасуванні фатальної гри в кості в залі зборів, затіяної царем Дгрітараштрою на догоду синові Дурьйодгані, але старого героя не послухали (пор. З безуспішними спробами пристарілого Нестора запобігти сварці Агамемнона з Ахіллом у зборах царів в «Іліаді»). Коли повернулися з вигнання Пандави і мирними переговорами намагалися повернути свою частку царства, Бгішма підтримав їхні справедливі домагання, але Дурьйодхана з Карною відмовилися виконувати умови договору, і війна Пандавів із Кауравами стала неминучою. Незважаючи на співчуття Пандавам, Бгішма не покинув двору Кауравів і бився на їх стороні. Незадовго до битви на Курукшетрі Бгішма, призначений головнокомандувачем Кауравів, в черговий сварці в залі зборів образив Карну. Розгніваний Карна склав зброю, відмовившись битися, поки живий Бгішма. Поки могутній Бгішма, який володів небесним зброєю, бився на чолі війська Дурьйодгани, Пандави терпіли поразки. Вночі після дев'ятого дня битви цар Пандавів праведний Юдгиштгира прийшов до намету Бгішми і запитав діда, як його можна перемогти. І старець, серце якого боліло за Пандавів, але честь забороняла зрадити Кауравів або битися не на повну силу, дав внуку пораду. Наступного дня найбільший воїн з Пандавів середній брат Арджуна напав на діда, виставивши поперед себе Шікгандіна.
Оскільки Шікгандін раніше був жінкою, Бгішма не підняв зброї проти нього, і був розстріляний Арджуною. Повалений герой впав на «ложе з стріл», не торкаючись землі (був утиканий стрілами як їжатець) і втішав Арджуну, зі сльозами згадуючи, як у дитинстві той грав на колінах у діда. До поверженого старця приходить приголомшений Карна і відбувається примирення витязів. Бгішма намагається умовити Карну перейти на сторону його братів шляхетних Пандавів, але Карна відмовляється залишити свого побратима Дурьйодгану. Тоді Бгішма визнає Карну своїм онуком і благословляє на битву, в якій той приречений загинути разом з Кауравами.
Використовуючи свій магічний дар, Бгішма вирішує відстрочити смерть на 48 днів до зимового сонцестояння, коли сонце поверне на північний шлях від екватора. Це сприятливий час для смерті, оскільки гарантує йому звільнення від майбутніх земних перероджень (сансари). Час, що залишився Бгішма використовує для настанови майбутнього переможця і царя Кауравів Юдгиштхири в питаннях етики і управління державою (цьому присвячені цілком XII і XIII книги «Магабгарати»).

## Піст на честь Бгішми
У дев'ятій главі першої пісні Шрімад Бхагаватам розповідається про відхід патріарха Бгішми, найстарішого з роду Бхарати. Дід Бхишма є одним з 12 Махаджан, найвидатніших особистостей в історії, що володіють знанням про Істину. І покидаючи це тлінне матеріальне тіло за своїм власним бажанням, він підніс дивовижні молитви своєму Господу, який милостиво став перед ним в момент його смерті.
Четвертий місяць Чатурмасї, найсвященніший з чотирьох — Картіка (Дамодара-врата). Якщо ж з якихось причин віддані не здатні дотримуватися обітниці посту навіть протягом місяця Картік, то існують п'ять останніх днів місяця, починаючи з екадаші (11 дня) до пурніма (повного місяця), вони традиційно називаються Бхишма-Панчака або Вішну-Панчака. У ці дні пішов Бгішмадев. І оскільки у нього немає нащадків по народженню, віддані Крішни, що вважаються його духовними нащадками, в ці дні пропонують йому підношення. Також поклоняються махаджану Бгішмадеві наступним чином: кожен день приймають омивання в Гангу (матері Бгішмадеви) і 3 рази пропонують йому воду Ганги, вимовляючи мантру «ом Бгішмадевая тріптатам» — «пропоную це підношення Бгішмадеві». (Вода зачерпується в складені долоні, пропонується цієї мантрою і потім виливається в Гангу з кінчиків пальців все також складених долонь). Гангу передає дідові Бгішмі це підношення води.
Якщо Ганг поблизу не протікає, то проробляють це ментально.
У «Гарі-бгакті-Віласа» говориться, що в Бгішма-Панчак, по можливості, слід дотримуватися посту на певні види їжі заради задоволення Господа. Хоча цей пост не є обов'язковим, але дотримання його в Бгішма-Панчак приносить таке ж благо, як і від дотримання посту протягом усієї чатурмасьі. Більш докладно про Бгішма-Панчак розповідається в таких писаннях, як Падма-Пурана (Брагма-Кганда, гл. 23), Сканда-Пурана (Вішну-Кганда, Картіка-Магатми, гл. 32), Гаруда-пурана (Пурва-Кханда, гл. 123).